# Lukovo, Nikšić
Lukovo este un sat din comuna Nikšić, Muntenegru. Conform datelor de la recensământul din 2003, localitatea are 295 de locuitori (la recensământul din 1991 erau 356 de locuitori).

## Demografie
În satul Lukovo locuiesc 227 de persoane adulte, iar vârsta medie a populației este de 39,6 de ani (40,0 la bărbați și 39,2 la femei). În localitate sunt 83 de gospodării, iar numărul mediu de membri în gospodărie este de 3,55.
|  |

| Demografie | Demografie | Demografie |
| An         | Locuitori  | Locuitori  |
| ---------- | ---------- | ---------- |
|            |            |            |
|            |            |            |
|            |            |            |
|            |            |            |
| 1948       | 456        |            |
| 1953       | 489        |            |
| 1961       | 487        |            |
| 1971       | 527        |            |
| 1981       | 402        |            |
| 1991       | 356        | 355        |
| 2003       | 295        | 295        |

| \| Componența etnică conform recensământului din 2003[2] \| Componența etnică conform recensământului din 2003[2] \| Componența etnică conform recensământului din 2003[2] \| Componența etnică conform recensământului din 2003[2] \| Componența etnică conform recensământului din 2003[2] \| \| ----------------------------------------------------- \| ----------------------------------------------------- \| ----------------------------------------------------- \| ----------------------------------------------------- \| ----------------------------------------------------- \| \| \| \| \| \| \| \| Muntenegreni \| Muntenegreni \| \| 204 \| 69,15% \| \| Sârbi \| Sârbi \| \| 91 \| 30,84% \| \| necunoscută \| necunoscută \| \| 0 \| 0% \| |              |  |     |        |
| Componența etnică conform recensământului din 2003 |              |  |     |        |
| |              |  |     |        |
| Muntenegreni | Muntenegreni |  | 204 | 69,15% |
| Sârbi | Sârbi        |  | 91  | 30,84% |
| necunoscută | necunoscută  |  | 0   | 0%     |